# УГП имени А. К. Айламазяна
Институт программных систем «УГП имени А. К. Айламазяна» (ранее Университет города Переславля) — негосударственное высшее учебное заведение в Переславле-Залесском, действовавшее в период 1992—2017 годов.

## История
Университет города Переславля открылся 26 ноября 1992 года по инициативе академика Евгения Велихова и профессора Альфреда Айламазяна, который стал первым ректором (1992—2003). Второй ректор учебного заведения (2003—2017) — член-корреспондент РАН С. М. Абрамов. За 25 лет существования учебное заведение подготовило более 900 выпускников (бакалавров, специалистов, магистров).
Существование вуза неразрывно связано с научно-исследовательским Институтом программных систем Российской академии наук (ИПС РАН), открытом в Переславле в 1984 году по инициативе академика Е. П. Велихова сначала как филиал Института проблем кибернетики АН СССР, а с 1985 года — в своем нынешнем статусе академического института.
В вузе обучение проводилось по трём направлениям — прикладная математика и информатика, информационные системы и технологии, прикладная информатика в экономике.
На базе вуза был открыт центр подготовки и переподготовки программистов (2013).
В 2017 году в связи с финансовыми трудностями вуз прекратил учебную деятельность, и государственная лицензия не была возобновлена. С 2018 года студенты университета продолжили обучение в форме дистанционного образования в Финансовом университете при Правительстве РФ по специальности «Прикладная информатика».